# نعیم‌آباد (فضل)
نعیم‌آباد ، روستایی از توابع دهستان فضل بخش مرکزی شهرستان نیشابور در استان خراسان رضوی ایران است.

## موقعیت جغرافیایی
واقع در استان خراسان رضوی شهرستان نیشابور بخش مرکزی دهستان فضل به مختصات جغرافیایی ۳۶ درجه ۹ دقیقه ۵ ثانیه شمالی و ۵۸ درجه ۵۶ دقیقه ۴۴ ثانیه شرقی قرار گرفته‌است. ارتفاع آن از سطح آبهای آزاد ۱۲۱۳ متر می‌باشد.
۱۰ نعیم آباد در اقصی نقاط کشور وجود دارد. دو مورد در استان خراسان رضوی، یک مورد استان فارس، ۱ مورد استان سمنان، ۱ مورد استان یزد، ۳ مورد استان کرمان، یک مورد استان سیستان و بلوچستان و یک مورد در استان مازندران.

### راه‌های مواصلاتی
از سمت نیشابور- بلوار آزادگان پمپ گاز، جاده فیلخانه، بعد از طی مسافت نه و نیم کیلومتر.
از سمت مشهد- سه راهی قدمگاه جاده اسحاق آباد، سه راهی نیشابور، پس از طی مسافت ۱۱ کیلومتر.

### نامگذاری
در لغت نامه دهخدا موقعیت نعیم آباد و مشخصات عمومی آن ذکر شده‌است. همچنین در فرهنگ معین به دو واژه نعیم و آباد پرداخته شده‌است. به دلیل جدید بودن آبادی آن را قلعه نو نامیدند.

### جغرافیای انسانی
بر اساس سرشماری عمومی نفوس و مسکن سال ۱۳۹۵ توسط مرکز آمار ایران تعداد ۱۰۴ خانوار و ۳۵۲ نفر که نیمی از آن‌ها زن و نیم دیگر مرد می‌باشد.
مدارج تحصیلی:
۲ نفر دکتری، ۳ نفر فوق لیسانس، ۲۰ نفر لیسانس، ۳ نفر حوزوی، ۱۸ نفر فوق دیپلم، ۵۰ نفر دیپلم، ۱۰۰ نفر سیکل، ۱۵۰ تصدیق، ۱۰۰ نفر نهضت و مکتب و در نهایت ۲۰ بی سواد می‌باشند.
زبان آنها پارسی اوستایی پهلوی با لهجه نیشابوری می‌باشد.
فامیلها:
اکبری، ایروانی، بوژمهرانی، بیات ترک، بیاضی، بنصری، خاکزاد، خلیلان، دانش‌طلب، دروگر، راشدان، زکی، سبابه، سهیلی فر، صالحان، صفایی زاده، فاضلان، فروغی پور، کاریزی، مراغه، منتظران، ناصری، وسطی، هنرور. فامیلهای باشیان، رکنی و عسکران در روستا ساکن نمی‌باشند.
در سال ۱۳۱۲ فامیل گذاری بر اساس سنخیت آبا و اجدادی برای افراد انتخاب شده‌است. معنی و مفهوم هر فامیل در لغت نامه دهخدا و فرهنگ عمید و معین آمده‌است.
زبان آنها پارسی اوستایی پهلوی با لهجه نیشابوری می‌باشد.

## جمعیت
این روستا در دهستان فضل قرار دارد و براساس سرشماری مرکز آمار ایرانسال ۱۳۹۵ تعداد ۱۰۴ خانوار معادل ۳۵۲ نفر که نیمی از آنرا زنان و نیم دیگر را مردان تشکیل می‌دهند.